# Трещины (фильм)
«Тре́щины» (англ. Cracks) — драма 2009 режиссёра Джордан Скотт, премьера состоялась 4 декабря 2009 года. Фильм снят по одноимённому роману Шейлы Колер.

## Сюжет
Действие фильма происходит в Англии 1930-х годов в школе-интернате для девочек. Шесть подружек, живущих вместе в одной комнате, обожают молодую преподавательницу — мисс Джи, которая ведёт в школе занятия по плаванию. Особенно боготворит её одна из девушек — Дай. Независимая, всегда элегантно одетая мисс Джи призывает учениц раскрыть свой внутренний мир, поверить своим чувствам. Её увлекательные рассказы о своей жизни рисуют картины далеких стран, она описывает удивительные путешествия и приключения.
В школу приезжает новая воспитанница — красивая испанка Фиамма, которая попадает сюда из-за таинственной романтической истории, случившейся на родине. Несмотря на слабое здоровье (Фиамма больна астмой), она сразу же производит впечатление на мисс Джи своей независимостью и врожденной грациозностью. Дай начинает ревновать новенькую, понимая, что больше не является любимицей своей учительницы. Когда Фиамме присылают в подарок из Испании целую коробку конфет и пирожных, невиданных в школе, это ещё больше подчёркивает её необычность. Вдобавок Фиамма много путешествовала и читала много книг и оказывается не менее интересной рассказчицей, чем сама мисс Джи.
Однако отношения между мисс Джи и новой воспитанницей не складываются. Фиамма случайно обнаруживает, что мисс Джи украла из её посылки письма. К тому же одна история из жизни мисс Джи оказывается сюжетом романа, который Фиамма читала в испанском переводе. Она пытается рассказать другим девушкам, что учительница обманывает их, но никто не хочет ей верить. Мисс Джи делает попытки подружиться с Фиаммой, но той претит общение с лживым человеком.
Понимая, что Фиамма видит её насквозь, мисс Джи срывает раздражение на своих воспитанницах. Дай видит, что происходит что-то ненормальное, но во всём винит Фиамму. Вместе с подругами она вынуждает испанку убежать из интерната. Фиамма уходит, но ей некуда податься, и полиция возвращает её назад. Она осознаёт, что девушки не виноваты, у неё получается подружиться с ними. Это наносит последний удар по мисс Джи. Она тоже воспитывалась в этом интернате, потом стала здесь работать. Она никогда не бывала за границей и не имела любовных связей и романтических приключений — это лишь её мечты, которую она пытается превратить в реальность, обманывая своих воспитанниц. Появление Фиаммы, которая на самом деле путешествовала и любила, всё разрушило.
Когда девушки устраивают ночной праздник, мисс Джи караулит у их дверей. Девушки напиваются, и учительница уносит беспомощную Фиамму в свою комнату. Дай подсматривает и видит, как мисс Джи пользуется беспомощным состоянием испанки. Но даже теперь она не может поверить в порочность своего кумира. На следующий день она обвиняет в случившемся Фиамму. Та поражена как произошедшим насилием, так и обвинениями. Мисс Джи решает вернуть своих подопечных в свои руки и подстрекает их против девушки. Ведомые Дай подруги нападают на новенькую и избивают. Та начинает задыхаться. Девушки убегают за помощью, остаётся только Дай. Она пытается помочь Фиамме, но тут приходит мисс Джи. Она берётся помочь и отсылает Дай за подмогой, но сама даёт испанке умереть. Дай это видит и, наконец, всё понимает.
Рассказав подругам о произошедшем, Дай вместе с ними приходит к мисс Джи. Девушки заявляют, что мисс Джи недостойна их, и они больше не являются её воспитанницами. Дай сообщает об убийстве директрисе, но та не желает выносить сор из избы. Мисс Джи отправляется в вынужденный отпуск. В полном одиночестве она остаётся наедине с собой — такой, какая она есть на самом деле. А Дай сбегает из интерната и отправляется в мир, о котором так много фантазировала мисс Джи, и который на самом деле видела Фиамма.

## В главных ролях

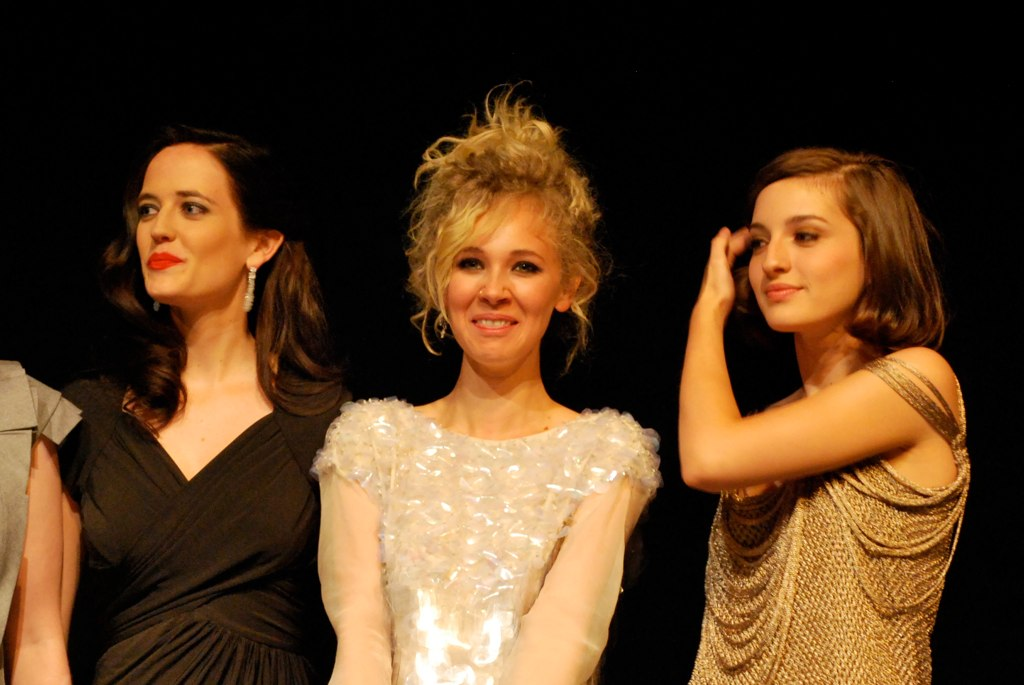
Ева Грин, Джуно Темпл и Мария Вальверде представляют «Трещины» на международном кинофестивале в Торонто.

| В ролях         |  | Персонаж |
| --------------- |  | -------- |
| Ева Грин        |  | Мисс Джи |
| Мария Вальверде |  | Фиамма   |
| Джуно Темпл     |  | Дай      |
| Имоджен Путс    |  | Поппи    |

| В ролях        |  | Персонаж   |
| -------------- |  | ---------- |
| Элли Нанн      |  | Лили       |
| Клемми Дагдэйл |  | Фуззи      |
| Адель МакКэн   |  | Лорел      |
| Зои Кэррол     |  | Рози       |
| Шинейд Кьюсак  |  | Мисс Нивен |